# ناحیه صبوره
ناحیه صبوره (به عربی: ناحیة صبورة) یک ناحیه در سوریه است که در منطقه سلمیه واقع شده‌است. ناحیه صبوره ۲۱٬۹۰۰ نفر جمعیت دارد.